# Einsatzlager Haus Hardt

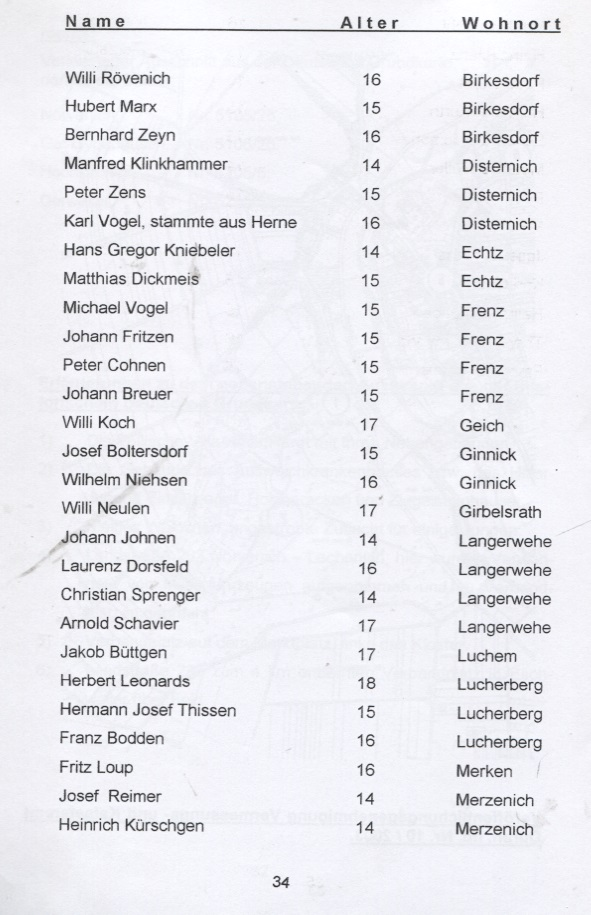
Totenliste 1

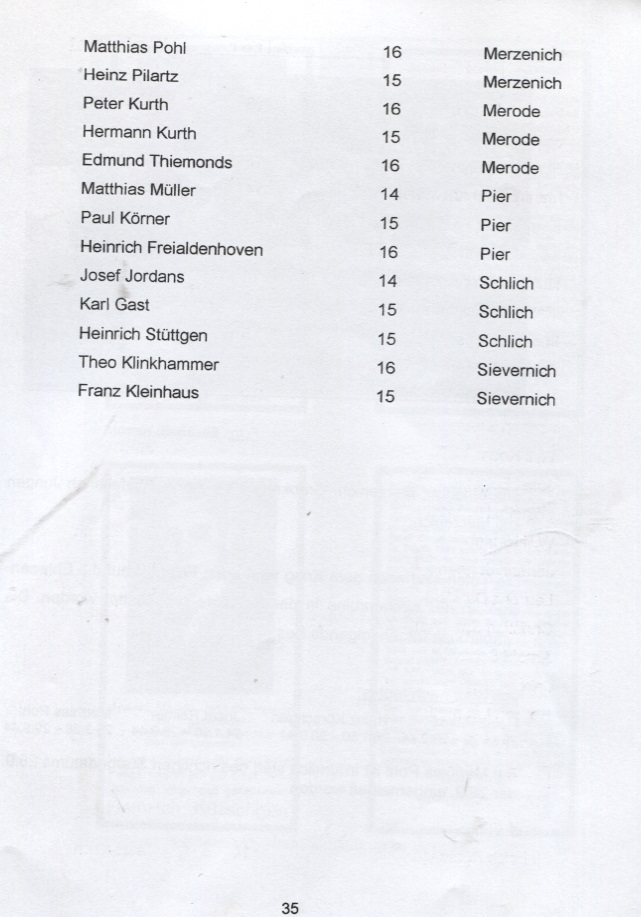
Totenliste 2

Das Einsatzlager Haus Hardt war ein Einsatzlager der Hitlerjugend bei Nörvenich im nordrheinwestfälischen Kreis Düren.
Im Spätsommer 1944 rekrutierten NS-Behörden alle verfügbaren Männer zum Schanzdienst am Westwall. Der Gauleiter der NSDAP, Josef Grohé, forderte am 2. September 1944 über Rundfunk und Presse alle Jugendlichen, die das 15. Lebensjahr vollendet hatten, zum Schanzdienst auf.
Der Dürener Industrielle Leopold Peill hatte 1910 das Gelände Haus Hardt gekauft und dort eine Villa errichten lassen, die er von 1914 bis etwa 1943 bewohnte. Mitte 1943 begann die Organisation Todt in einem Teil des Geländes mit dem Bau eines Ausweichkrankenhauses, weil in den Städten die Krankenhäuser durch Bombenabwürfe sehr gefährdet waren oder bereits zerstört waren. In Nörvenich wäre ein Sichtschutz durch den bewaldeten Hügel gegeben gewesen. Nach der Verlegung von Versorgungsleitungen entstanden drei Steinbauten und neun Holzbaracken für das Personal und die Patienten. 
In der Peillschen Villa war im November 1944 der Gefechtsstand der 353. Infanterie-Division der Wehrmacht. Bei guter Sicht waren oft Flugzeuge über Haus Hardt, die auf alles schossen, was sich bewegte.
Nach Beendigung der Schanzaktion bei Herzogenrath begann die Führung, in Nörvenich ein Einsatzlager für erneut einberufene Jugendliche einzurichten. Stroh wurde als Nachtlager in den Baracken verteilt und die Mädchen der 8. Klasse aus Nörvenich wurden zum Butterbrote schmieren verpflichtet. Etwa 600 bis 700 Jugendliche sollen in dem Lager untergebracht gewesen sein. Die Dürener Zeitung vom 28. September 1994 nannte im Artikel Jagdbomber greifen Barackenlager an 400 Jugendliche. Die genaue Zahl ist nicht mehr feststellbar. Weitere Lager gab es im Saal Gohr in Rölsdorf und in der Gastwirtschaft Empt in Lüxheim.
Am 26., 27. und 28. September 1944 wurden die in Düren gesammelten Jungen schubweise nach Nörvenich in Marsch gesetzt. In Nörvenich wurden die Jugendlichen ermahnt, nicht im Gelände herumzulaufen, um Feindflugzeuge nicht auf die Menschenansammlung aufmerksam zu machen. Zum Schanzen wurden die Jungen nie eingesetzt.
Am 28. September 1944 griffen US-Jagdbomber vom Typ P-38 Lightning das Lager Haus Hardt an. Sie gehörten der 9. taktischen Flotte der US-Luftwaffe an. Sie waren durch ihren Doppelrumpf eindeutig zu identifizieren. Zwei Tage vorher hatte eine SS-Einheit eine P-38 bei Wissersheim abgeschossen, das bei Gut Ving abstürzte. Um 11:20 Uhr warfen zwei Flugzeuge vier Bomben in das Gelände, das aus einer Höhe von etwa 800 m wie eine Fabrikanlage aussah. Sie feuerten auch mit ihren Bordwaffen in die hölzernen Baracken. Die P-38 hatten das Gelände wohl zufällig entdeckt.
Einige Jugendliche wurden beim Einsturz der Baracken eingeklemmt und verbrannten. Andere liefen in Panik in das offene Feld und wurden dort von den P-38 beschossen. Der gesamte Angriff dauerte etwa 10 Minuten.
Es wird erzählt, dass die Jungen angenommen hätten, es hätte sich um deutsche Flugzeuge gehandelt. Sie wären dann auf die Barackendächer gestiegen und hätten den Fliegern zugewunken. Dies ist nach Aussage der Augenzeugen falsch.
Die Verletzten machten sich, soweit sie gehfähig waren, zu Fuß auf den Weg nach Hause. Schwerverletzte wurden nach Eschweiler über Feld in die dortige Schule gebracht, wo ein Hauptverbandplatz eingerichtet war. Da sich der Angriff wie ein Lauffeuer im Kreisgebiet rundgesprochen hatte, kamen einige Eltern mit dem Fahrrad oder einem Fuhrwerk, um ihr Kind nach Hause zu holen. Die Eltern wurden nicht vom Tod ihrer Kinder benachrichtigt.
Über 45 Jugendliche im Alter von 14 bis 18 Jahre wurden (entgegen anderslautenden Zahlen) getötet. Die Sterbefälle sind alle beim Standesamt Nörvenich mit dem Eintrag ... gefallen bei einem Fliegerangriff in Nörvenich, in der Hardt, ... um 11,30 Uhr beurkundet. Die Zahl der Verletzten ist nicht bekannt.
Die Getöteten kamen aus verschiedenen Orten des Kreises Düren, wie aus der Liste zu ersehen ist. Sie wurden in ihren Heimatorten begraben.
Heute befindet sich auf dem Gelände die Bundeswehrkaserne Haus Hardt.

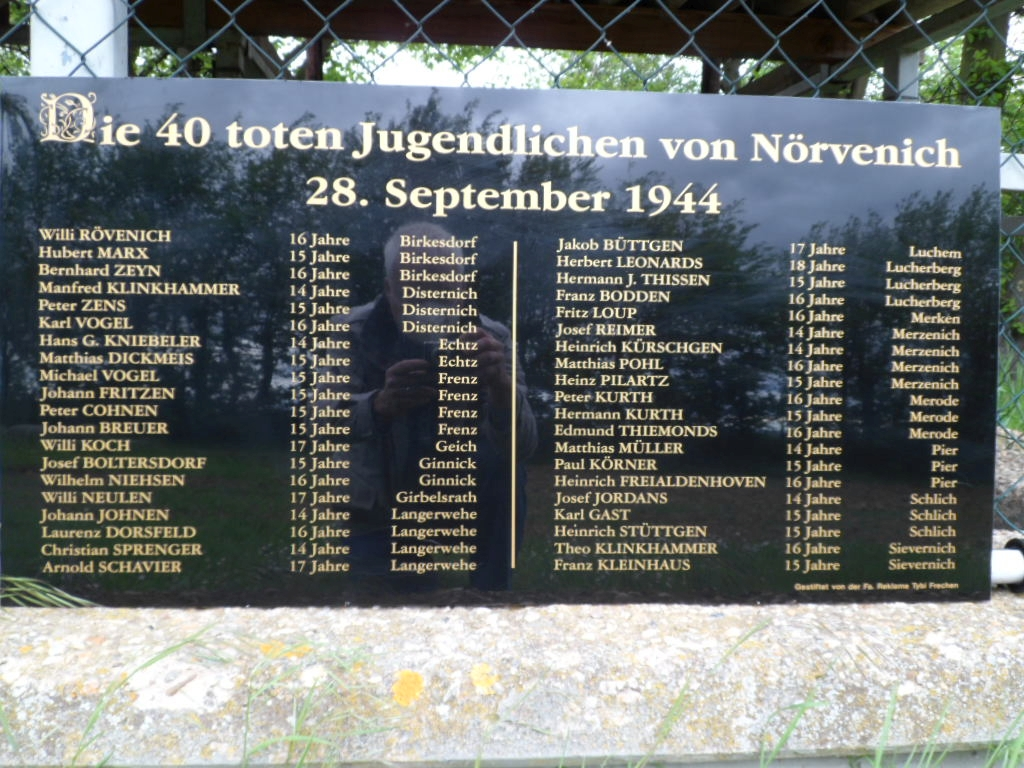
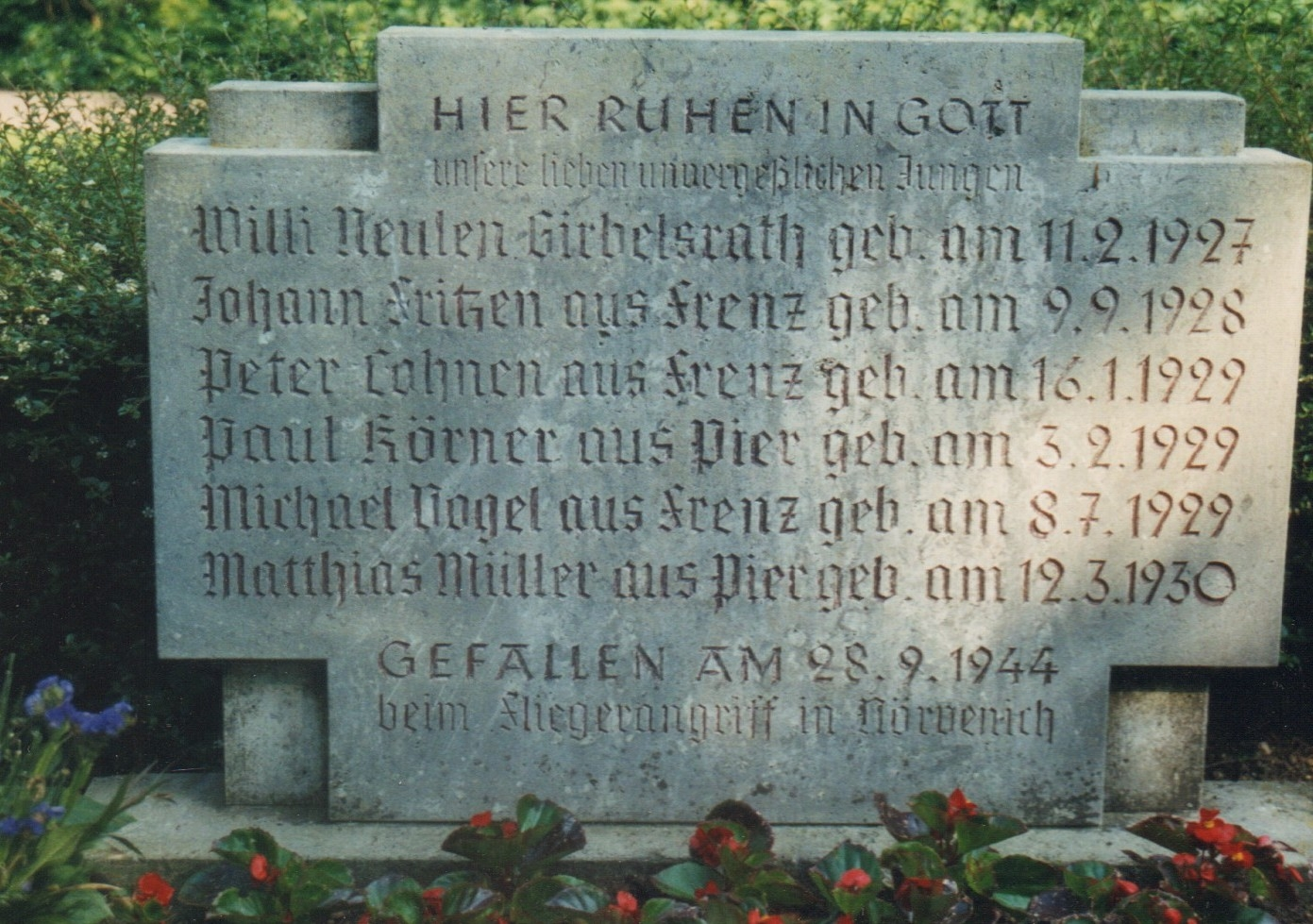
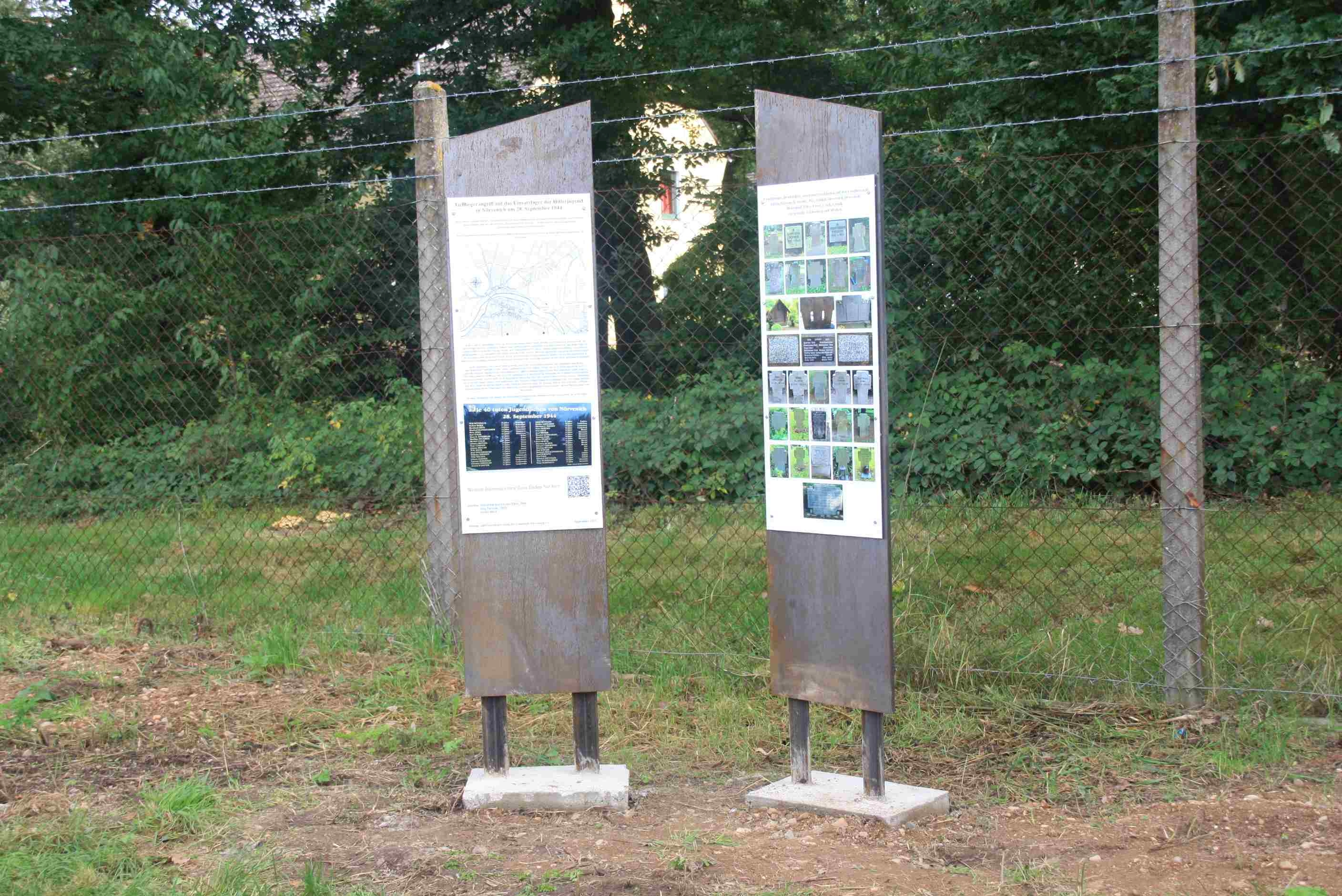